# Robert August Pflug
Robert August Pflug (* 1. Mai 1832 in Sankt Petersburg; † 30. November 1885 in Riga) war ein Architekt deutsch-baltischer Abstammung.

## Leben
Robert August Pflug wurde 1832 in Sankt Petersburg als Sohn des Kaufmanns Karl Plug und dessen Ehefrau Charlotte Wilhelmine (geb. Schumacher) geboren. Er studierte von 1846 bis 1850 am Technologischen Institut und danach an der Akademie der Künste in Sankt Petersburg. Ab 1862 war er als Architekt in Riga tätig und war von 1869 bis 1875 Lehrer am Polytechnischen Institut Riga (heute Technische Universität Riga).

## Werke
Bauten in Rīga

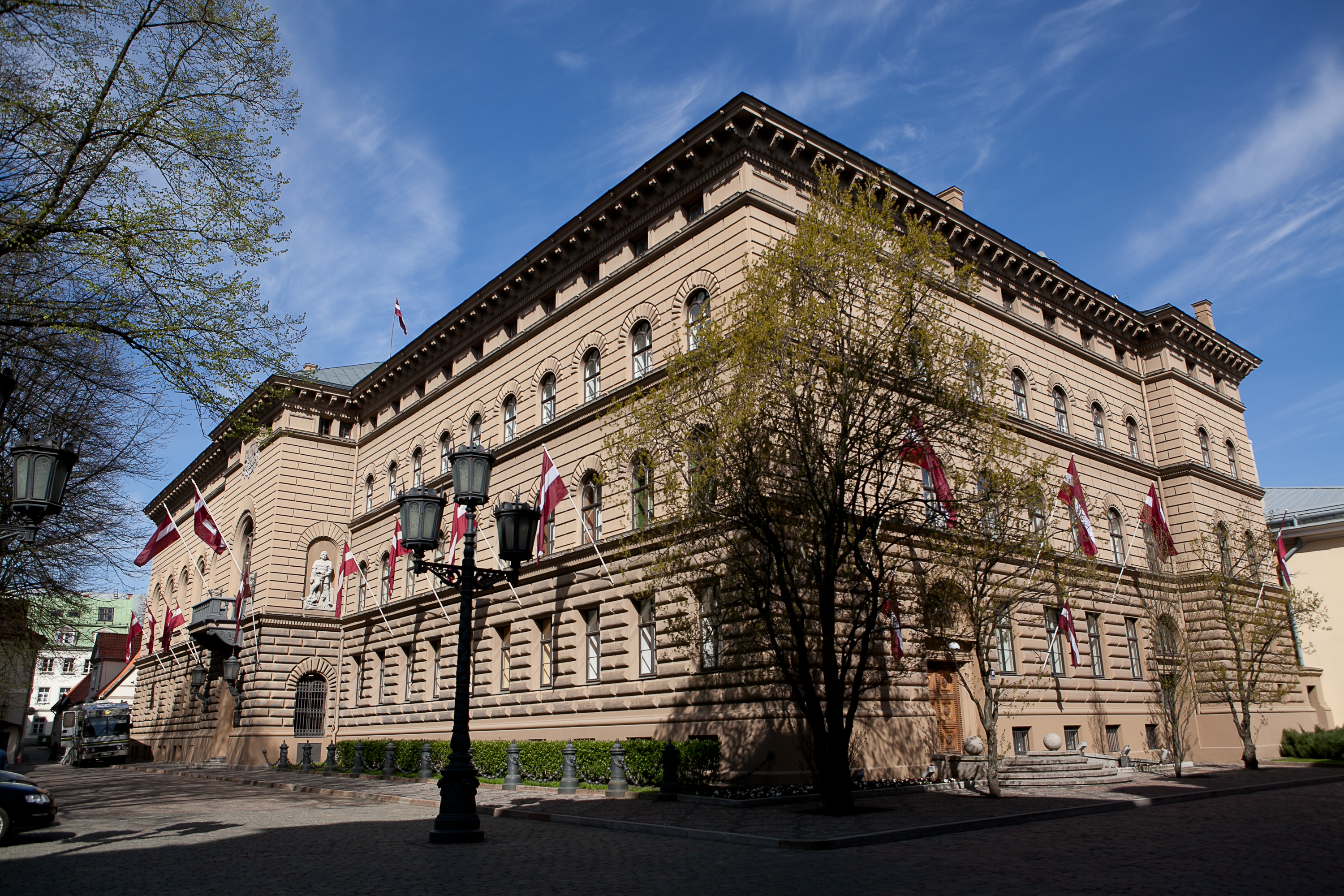
Haus der Livländischen Ritterschaft, heute Sitz des Lettischen Parlaments (Saeima), errichtet von 1863 bis 1867 (zusammen mit Jānis Frīdrihs Baumanis)
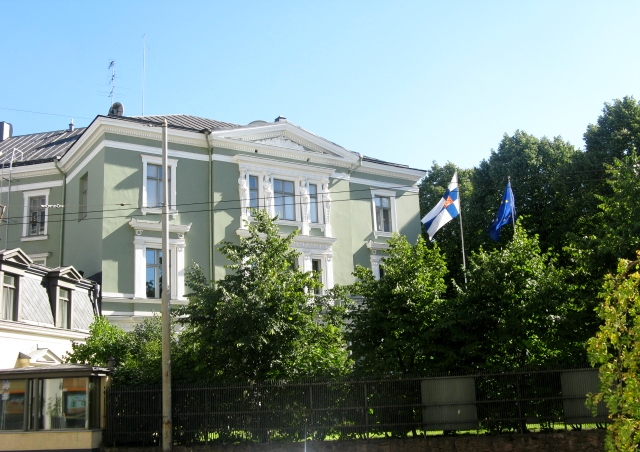
Finnische Botschaft, Kalpaka bulvāris 1, erbaut 1873
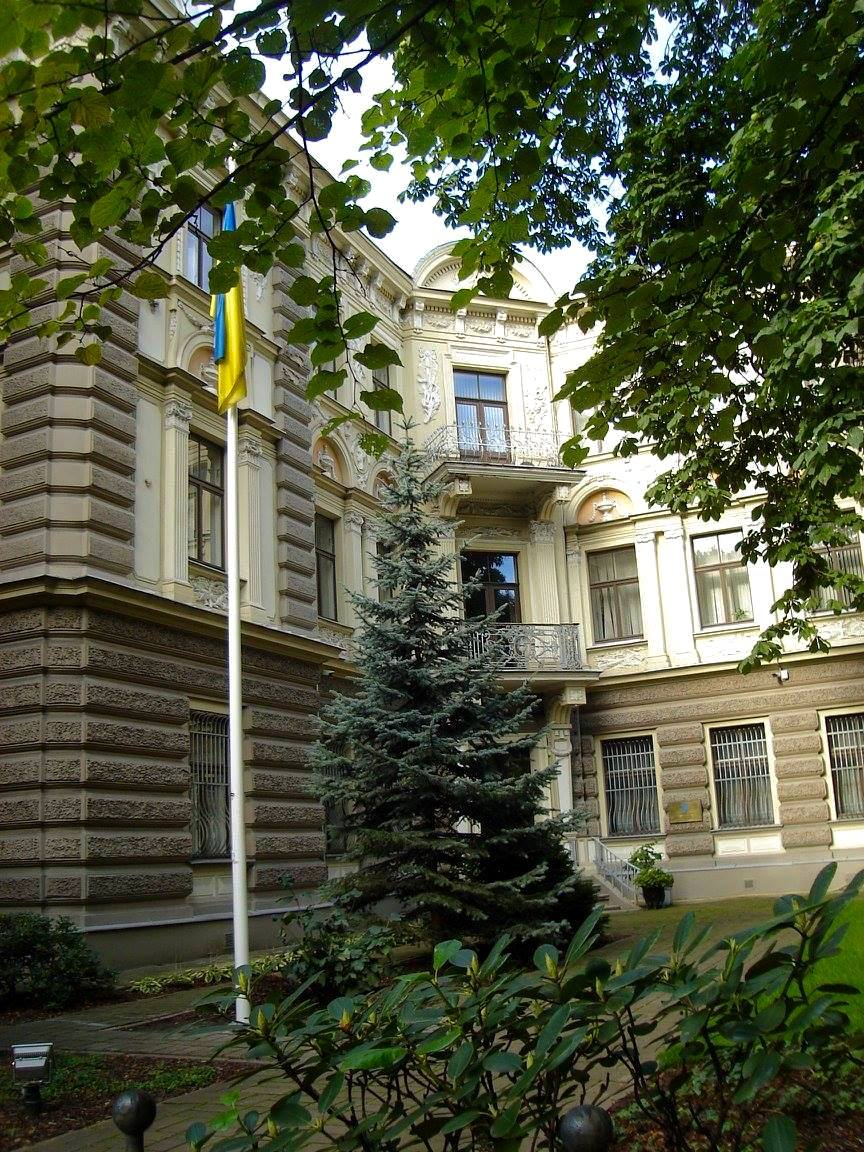
Ukrainische Botschaft, Kalpaka bulvāris 3, erbaut 1873
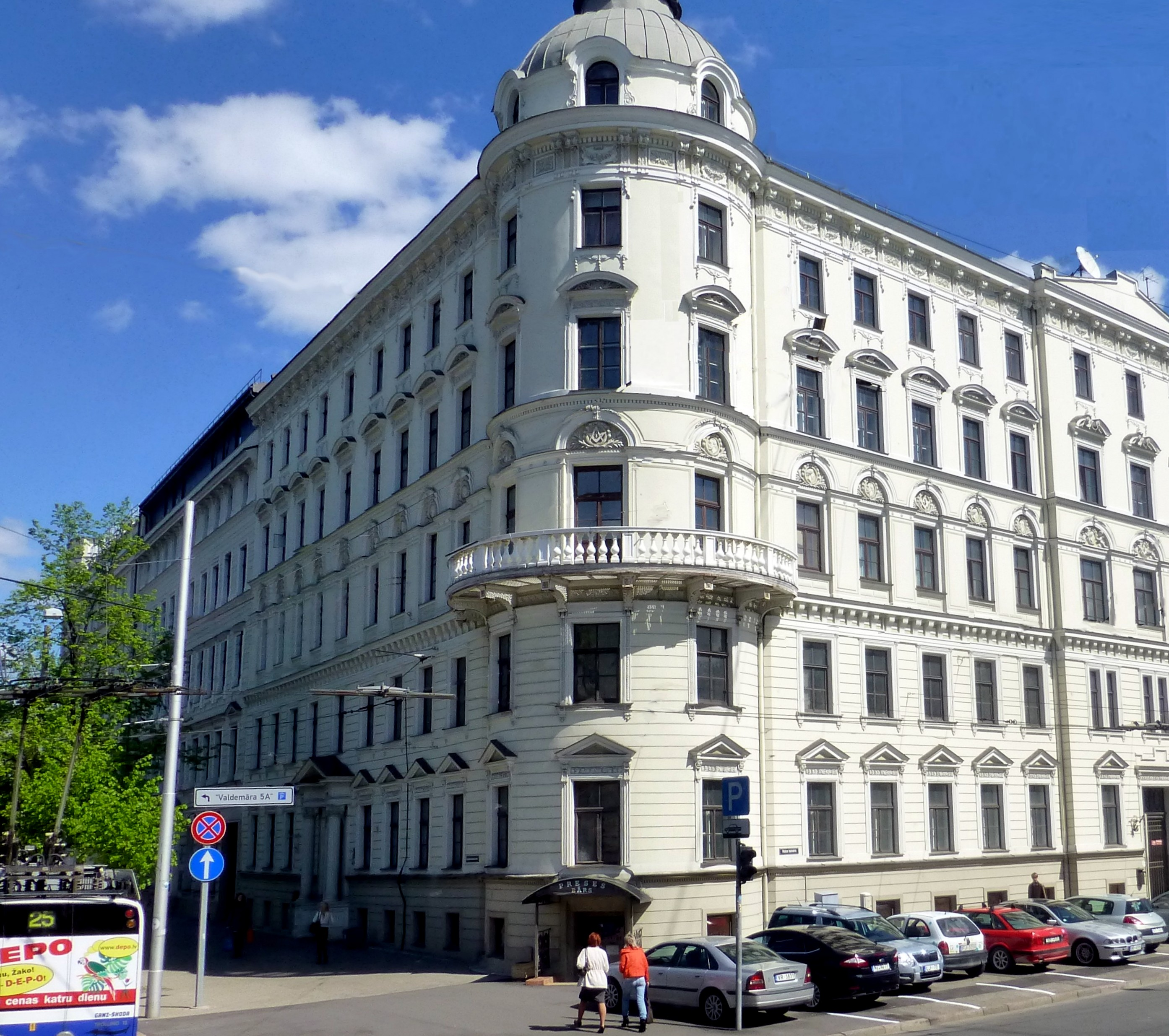
Mietshaus Ecke Krišjāņa Valdemāraiela – Raiņa bulvāris 1, erbaut 1877
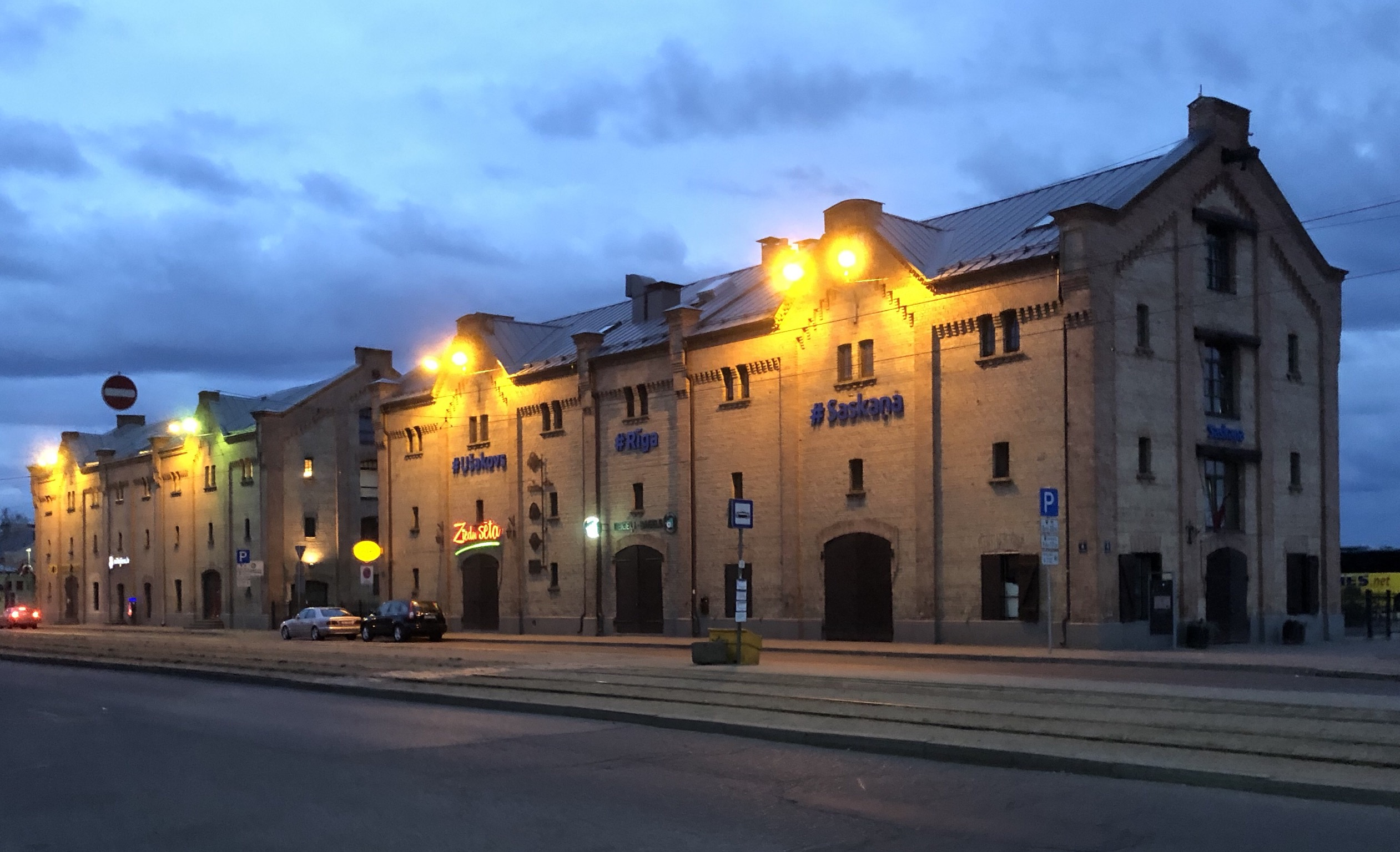
Lagerhalle Moskauer Straße 4 (Maskavas iela 4) im Komplex der Roten Speicher, erbaut 1880
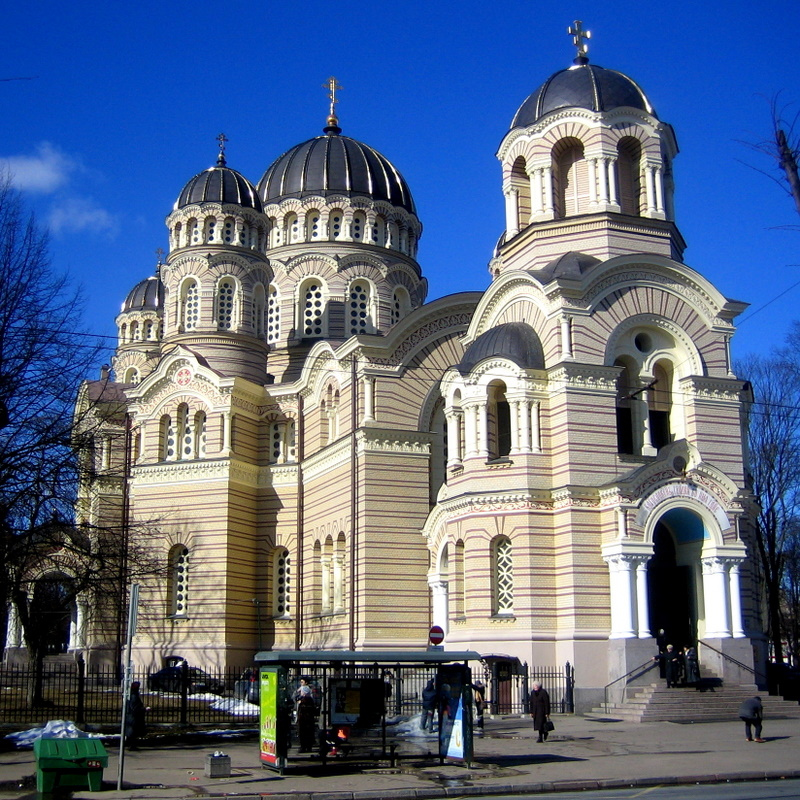
Orthodoxe Geburtskathedrale, erbaut von 1876 bis 1883

Außerhalb Rīgas

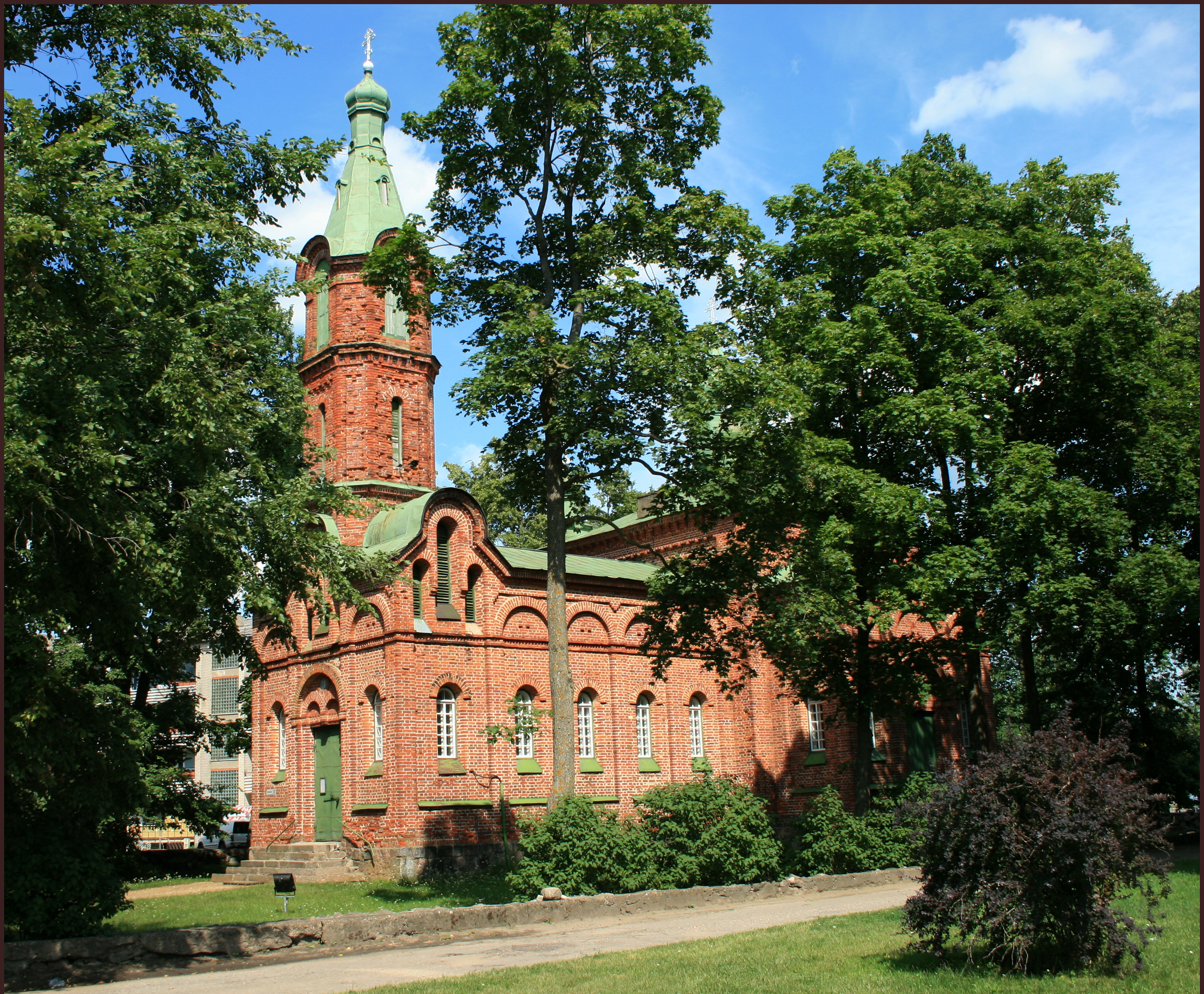
Orthodoxe Kirche Unserer lieben Frau in Salacgriva, erbaut 1873
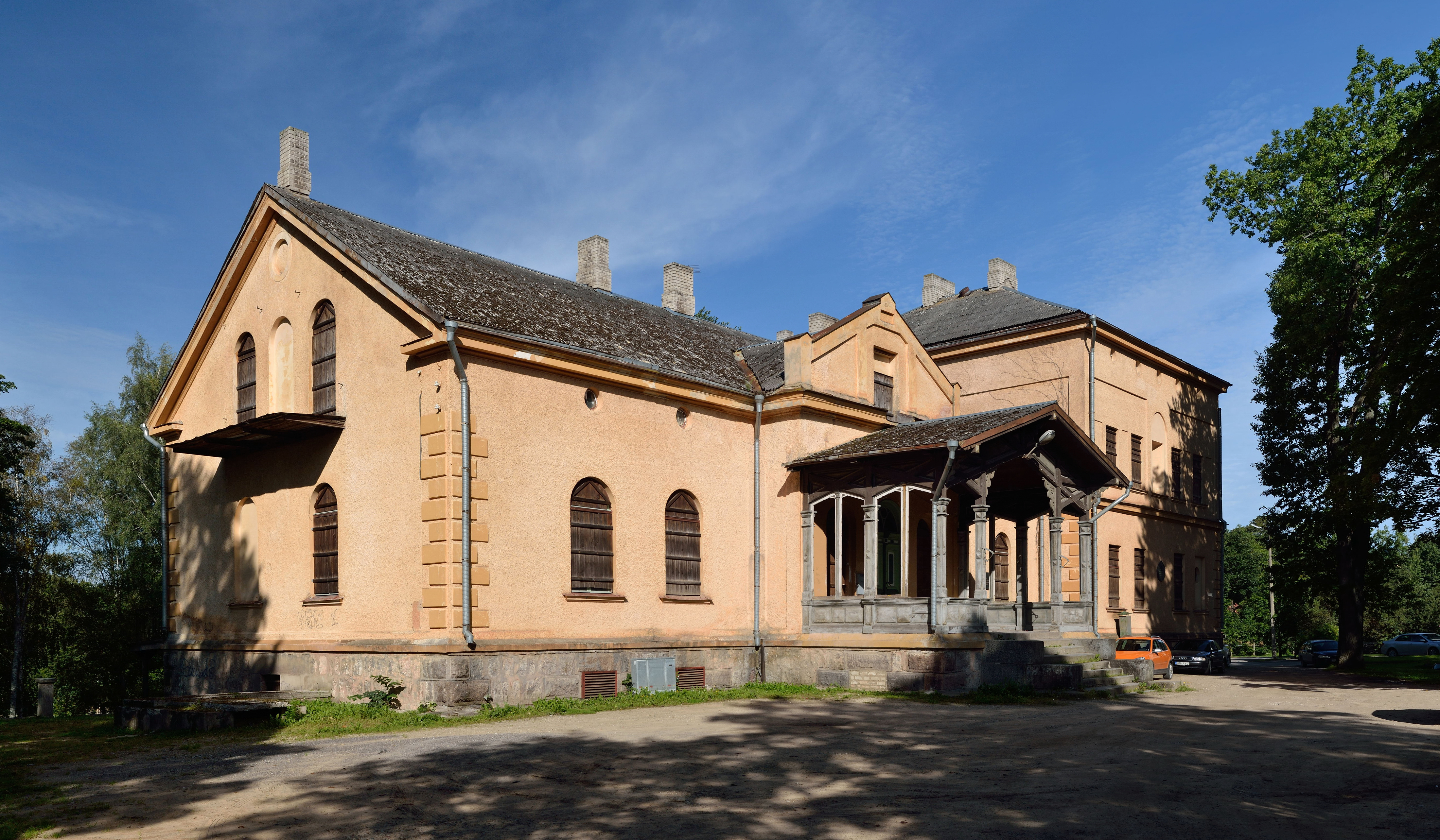
Hauptgebäude des Herrenhauses Fellin in Viljandi, erbaut 1880
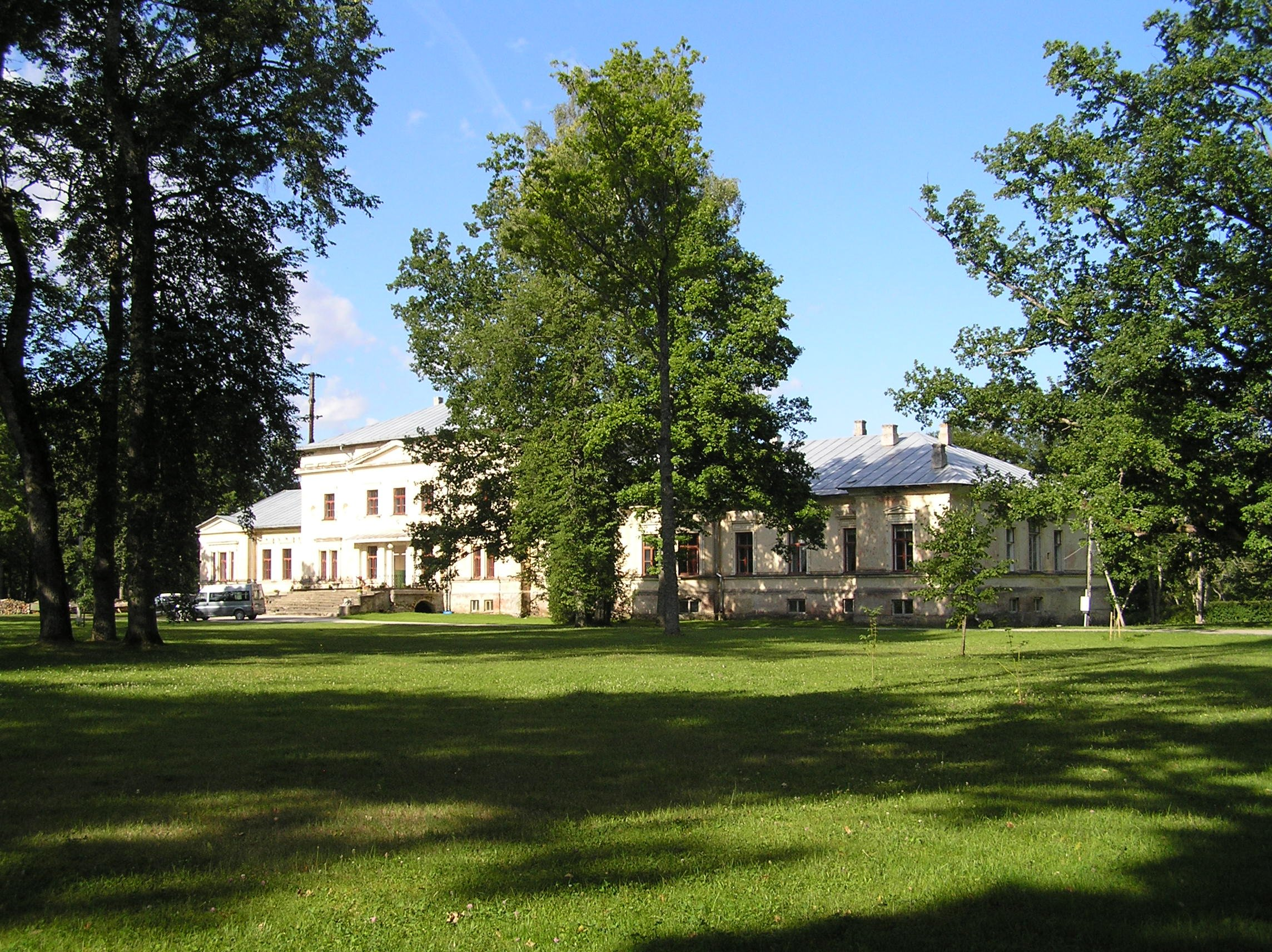
Hauptgebäude des Herrenhauses Kerro in Käru, erbaut 1878